# Division I 1959-1960
La Division I 1959-1960 è stata la 57ª edizione della massima serie del campionato belga di calcio disputata tra il 6 settembre 1959 e l'8 maggio 1960 e conclusa con la vittoria del K. Lierse SK, al suo terzo titolo.
Capocannoniere del torneo fu Victor Wegria (RFC Liégeois), con 21 reti.

## Formula
Come nella stagione precedente le squadre partecipanti furono 16 e disputarono un turno di andata e ritorno per un totale di 30 partite.
Le ultime due classificate vennero retrocesse in Division 2.
La squadra campione fu ammessa alla Coppa dei Campioni 1960-1961 e un altro club venne iscritto alla Coppa delle Fiere 1960-1961.

## Classifica finale
|    | Classifica                  | G  | V  | N  | P  | GF | GS | Dif | Pt |
| -- | --------------------------- | -- | -- | -- | -- | -- | -- | --- | -- |
| 1  | K. Lierse SK                | 30 | 16 | 6  | 8  | 57 | 40 | 17  | 38 |
| 2  | Anderlecht                  | 30 | 16 | 5  | 9  | 69 | 42 | 27  | 37 |
| 3  | K. Waterschei SV Thor       | 30 | 13 | 9  | 8  | 52 | 39 | 13  | 35 |
| 4  | R. Beerschot AC             | 30 | 15 | 4  | 11 | 65 | 46 | 19  | 34 |
| 5  | RFC Liégeois                | 30 | 10 | 12 | 8  | 43 | 35 | 8   | 32 |
| 6  | Union Royale Saint-Gilloise | 30 | 11 | 10 | 9  | 58 | 56 | 2   | 32 |
| 7  | Standard Liegi              | 30 | 12 | 8  | 10 | 54 | 48 | 6   | 32 |
| 8  | Anversa                     | 30 | 13 | 6  | 11 | 60 | 50 | 10  | 32 |
| 9  | ARA La Gantoise             | 30 | 12 | 6  | 12 | 48 | 46 | 2   | 30 |
| 10 | Olympic Charleroi           | 30 | 12 | 5  | 13 | 38 | 48 | -10 | 29 |
| 11 | R. Daring Club de Bruxelles | 30 | 10 | 7  | 13 | 37 | 44 | -7  | 27 |
| 12 | K. Sint-Truidense VV        | 30 | 10 | 7  | 13 | 39 | 51 | -12 | 27 |
| 13 | RFC Brugeois                | 30 | 10 | 6  | 14 | 37 | 53 | -16 | 26 |
| 14 | RCS Verviétois              | 30 | 8  | 9  | 13 | 25 | 37 | -12 | 25 |
| 15 | R. Berchem Sport            | 30 | 9  | 7  | 14 | 36 | 56 | -20 | 25 |
| 16 | Beeringen                   | 30 | 7  | 5  | 18 | 35 | 62 | -27 | 19 |

### Verdetti
- K. Lierse SK campione del Belgio 1959-60.
- R. Berchem Sport e K. Beeringen FC retrocesse in Division II.